# فندق عمر الخيام
فندق عمر الخيام هو مبنى أُنشئ في العقد الأخير من القرن التاسع عشر في مدينة دمشق.

## تاريخ
"أوتيل أمريكا" كان الفندق الثالث في المدينة والذي أنشاه المستثمر بيترو يوليوفيتش شمال نهر بردى مقابل لمبنى السراي الكبير المطل على ساحة المرجة. بعد سقوط الدولة العثمانية اشتراه المستثمر السوري وديع الشماس وأسماه قصر الشوق في 1918. تعرض المبنى للحريق في العشرينيات واشتراه الوجيه سامي باشا مردم بك ليرممه المعماري اللبناني فريد طراد ويُطلق عيله "فندق أمية" في 1927. بعدها عُرف المبنى باسم "الفندق الكبير" و "فندق عمر الخيام" حيث استضاف عديد الشخصيات منها الفنانة أسمهان، الفنان تشارلي تشابلن في 1929 و رئيس الوزراء المصري مكرم عبيد باشا في 1931.